# Vittorio Meichsner de Meichsenau
Vittorio Meichsner de Meichsenau (Fiume, 12 agosto 1881 – Genova, 15 novembre 1964) è stato un politico italiano (di origine tedesca e italiana).

## Biografia

### Formazione
Nato a Fiume il 12 agosto 1881, nel giugno del 1900 conseguì la maturità presso la Regia Ungarica Scuola superiore di Commercio in Fiume e il 9 giugno 1911 superò gli esami superiori di Ragioneria generale per la contabilità di Stato. Le lingue che conosceva erano l’italiano, l’ungherese, il tedesco e l’inglese.
Lavorò come allievo impiegato nel 1898 presso la Banca Fiumana e nel 1899 presso il Silurificio Whitehead.
Dal 1º luglio al 30 settembre 1900 fu impiegato come corrispondente presso la Società di Navigazione Ungaro-Croata. Il 1º ottobre 1900 prese servizio come contabile nella Filiale di Fiume della Banca e Cassa di Risparmio per il Litorale e il 1º aprile 1901 vi fu nominato procuratore. Rimase in servizio presso la Banca fino al 1906, quando Andrea Ossoinack gli offrì il posto procuratore impiegato presso la sua Ditta Commerciale-Marittima “Luigi Ossoinack”.

### L’attività politica dal 1900 al 1910
Nel 1900 iniziò a collaborare col giornale del Circolo Letterario, «La Vita Fiumana», pubblicando testi di carattere letterario ed entrando quindi in contatto con i gruppi politici collegati al giornale. Divenne così segretario della Società Filarmonico-Drammatica dal 1900 al 1906; nel 1905 si iscrisse alla Giovine Fiume e successivamente diventò segretario del Partito Autonomo fiumano. Nel 1907 fondò con un gruppo di soci della Giovine Fiume il giornale «La Giovine Fiume», creato per sostenere l’irredentismo italiano.
Nell'Assemblea del Partito Autonomo del 24 marzo 1907, nel periodo quindi in cui i partiti si preparavano alle nuove elezioni della Rappresentanza Municipale prevista per il 24 maggio, Vittorio in qualità di segretario del partito e d'accordo con Icilio Baccich, Lionello Lenaz, Mario Iechel e Silvino Gigante, invitò Riccardo Zanella, capo del Partito Autonomo, a riformare lo Statuto del partito in senso nazionale e a costituire il Partito Nazionale Italiano. Zanella però respinse l’abbandono del programma autonomo, e Vittorio, insieme agli altri quattro membri con lui d'accordo, si dimise. Alle elezioni venne comunque eletto membro della Rappresentanza Municipale, ma col gruppo degli irredenti che la Giovine Fiume aveva imposto al Partito autonomo.
Il 27 maggio fu assegnato alle Commissioni che si occupavano dell’Ospedale civico, della Cassa Comunale di Risparmio, del Fondo Pensioni, del Teatro comunale e del Monte di Pietà. Il 6 novembre fu eletto membro della Commissione costituita per compilare il Regolamento della nuova azienda municipale dei Servizi Pubblici e il 4 marzo 1908 membro della Commissione preposta ai Servizi Pubblici.
Il successivo giugno, a richiesta del Municipio di Fiume e d'accordo col Signor Ossoinack, lasciò la Rappresentanza municipale per occupare la carica di Segretario della Direzione amministrativa dell’azienda.

### Amministratore comunale (1910-1914)
Nel 1910 fece richiesta di assunzione in pianta stabile come Direttore dei Servizi Pubblici, ma nel 1911, quando la Rappresentanza municipale doveva confermare il servizio, alcuni giovani rappresentanti si opposero ad ogni proposta, per cui dovette chiedere l'intervento del tribunale amministrativo e ottenne d’essere confermato in pianta stabile nel 1913.
All’Azienda Municipale dei Servizi Pubblici era affidata l’amministrazione della Centrale idro-termo elettrica, della Tramvia elettrica, dell’Acquedotto Ciotta e dei Forni di incenerimento della spazzatura.
Nell’autunno del 1913 venne trasferito dal Municipio nell’Ufficio dei Civici Dazi perché lo riorganizzasse, come fece in due mesi riducendo il personale contabile da 105 a 7 persone ed elaborando nuovi regolamenti, tariffe e sistemi d’incasso. Vi fu un processo a carico di impiegati infedeli ed egli vi comparve come perito.
All’inizio del 1914 fu definitivamente nominato Direttore dei Civici Dazi e lasciò il lavoro di segretario amministrativo all’Azienda dei Servizi Pubblici; per questo venne elevato al rango di assessore municipale per merito personale, carica per cui altrimenti si richiedevano gli studi legali, e gli venne assegnato un onorario speciale complessivo di 1300 Corone mensili. All’ufficio Dazi lavorò fino al 1918.

### La Prima Guerra Mondiale e la direzione degli approvvigionamenti
Allo scoppio della prima guerra mondiale, il Municipio gli affidò la carica di Direttore generale della Sezione di Approvvigionamento, in parallelo con i Civici Dazi, che condusse fino alla fine della guerra.
Questo ufficio aveva il compito di provvedere agli approvvigionamenti di città e distretto di Fiume e degli ospedali civili e militari con la distribuzione di latte e burro, farina, riso e altri cereali, carne bovina, suina, selvaggina, pesce, verdure, olio e grassi, vestiti, stoffe, indumenti di lana, scarpe, tute per lavoratori.
Il lavoro era reso complesso dal fatto che il Governo ungherese, poco disposto a curare una città che gli si era opposta politicamente per anni, non sempre fece arrivare a Fiume gli approvvigionamenti necessari.
Vittorio venne anche nominato membro del Comitato direttivo della Croce Rossa e, come tale, amministratore degli ospedali di Fiume. Nel 1915 venne quindi decorato con la Medaglia d’argento della Croce Rossa Ungherese.
Nel 1917 la Fabbrica di birra Steinbrucher Bürgerliche Bierbrauerei di Budapest fondò a Fiume, coll’interessamento del Municipio, la Società in Azioni Fabbrica di birra Litorale, e Vittorio, dimessosi dalla carica di Direttore dei Civici Dazi, ne divenne amministratore delegato. Il Municipio acconsentì a questo suo nuovo impiego, ma a condizione che continuasse a dirigere l’Ufficio d’Approvvigionamento almeno fino alla fine della guerra. Diventò anche amministratore delegato della “Lloyd” Soc. An. industriale fondiaria di credito e di commercio.
Il 25 gennaio 1918 gli venne conferita da Sua Maestà Imperiale e Apostolica Reale la Croce d’oro di seconda classe al merito civile, proposta dal Podestà Antonio Vio per gli zelanti e proficui servizi prestati durante la guerra.

### La Fiume di Gabriele D’Annunzio
Nella mattina del 12 settembre 1919 Gabriele D'Annunzio entrò a Fiume e fu nominato Governatore.
Il giorno stesso dell’occupazione Meichsner partecipò, su incarico del Sindaco Antonio Vio, ad una conferenza ristretta per trattare le questioni più urgenti interessanti l’amministrazione cittadina e in particolare venne trattato il tema della valuta monetaria. Dopo aver deplorato la leggerezza con cui il Governo italiano aveva la prima volta timbrate le banconote nell'aprile del 1919, con timbro troppo facilmente imitabile e falsificato su larga scala, decisero di avviare una nuova stampigliatura delle banconote.
Fondato un nuovo Istituto di Credito sulle ceneri della Banca Austro-Ungarica, venne posto sotto l’amministrazione di una Commissione di quattro persone, due elette dal Consiglio Nazionale Italiano, fra cui Meichsner, e due dal Comando di Città, con la presidenza di Giovanni Giuriati. La Commissione, nella seduta del 31 ottobre, affidò a Meichsner le funzioni di direttore e quindi di esecutore delle decisioni prese dalla Commissione stessa. In breve venne pubblicato l'invito alla popolazione di presentare nei giorni 3, 4 e 5 novembre le proprie banconote per lo scambio.
Meichsner diede le direttive necessarie per compiere l’operazione di scarto delle banconote, secondo cui non dovevano essere accettate le banconote di seconda emissione, quelle lavate, quelle con tutti e due i timbri, quelle con un timbro falsificato a mano o evidentemente falso. Queste disposizioni erano rese necessarie anche dal fatto che in quello stesso periodo la Jugoslavia stava facendo un lavoro analogo.
Le Corone timbrate ad aprile dal Governo italiano erano 47 milioni, mentre le Corone ristampigliate ad ottobre erano più di 120 milioni; le Corone Città di Fiume falsificate erano ormai decisamente più numerose di quelle regolari, ma con la ristampa vennero comunque riconosciute. L’accettazione di questi risultati ufficiali fu l’ultima proposta attiva di Meichsner in qualità di direttore dell’amministrazione dell’Istituto di Credito.
Nel frattempo aveva ricevuto da D’Annunzio l’incarico di stendere un progetto per la sistemazione di Fiume da presentare alla conferenza di Pace di Parigi; lo discusse insieme ad un gruppo di industriali e armatori riuniti l’11 ottobre 1919 nella sua casa di via Michelangelo Buonarroti 3. Il progetto prevedeva per il porto e la stazione ferroviaria di Fiume l’istituzione di un porto franco che assicurasse libertà di commercio al retroterra, quindi alla Croazia, all’Ungheria, all’Austria, alla Cecoslovacchia e alla Romania. Il progetto fu mandato tramite il Comandante D’Annunzio alla Conferenza di pace a Parigi e fu presentato dal poeta Achille Richard, amico personale di D’Annunzio, che poteva contare su ampie relazioni; per questo fu chiamato progetto Richard. Fu accompagnato da una lettera di D’Annunzio a Paul Deschanel, che lo consegnò al Presidente del Consiglio Georges Clemenceau, ma non ebbe fortuna.
Il 14 novembre Antonio Grossich lo chiamò a far parte del Governo e lo nominò Delegato alle Comunicazioni per la gestione di Ferrovie dello Stato, Poste e Telegrafi e Capitaneria di Porto.
Il 22 novembre 1919 D'Annunzio lo incaricò di recarsi a Roma con Idone Rudan, Delegato alle Finanze, ed Ariosto Mini, Delegato al Commercio ed Industria, per trattare questioni economiche e in particolare la regolazione della valuta, ma la situazione economica si rivelò non risolvibile senza aver prima definito la situazione politica.
Come Delegato alle Comunicazioni passò alla elaborazione dei Regolamenti delle ferrovie e del Governo marittimo, introducendo nella Capitaneria di Porto la legislazione italiana e nominando commissario generale e capo dell’organo esecutivo del Governo marittimo il Comandante di porto Aurelio Puliti, tenente colonnello della R. Marina Italiana. Il Governo marittimo era stato soppresso, ma Vittorio lo aveva ricostituito, perché, senza questo ufficio, probabilmente Fiume sarebbe stata assoggettata, in caso di annessione all’Italia, ad un equivalente ufficio Triestino.
Il 2 marzo 1920, dopo una lunga malattia, diede le dimissioni da Delegato.

### “Fuga” dalla Fiume del Fascio
Il 27 gennaio 1924 Italia e Jugoslavia firmarono gli accordi di Roma, che, con lo scambio di ratifiche, in vigore il 22 febbraio. Il re Vittorio Emanuele III poté quindi visitare la città di Fiume annessa.
Il 29 luglio 1924 Meichsner era stato nominato Vice Commissario della Camera di Commercio ed Industria e il 24 settembre venne fondata l'Unione del Commercio e Industria e ne venne eletto Presidente. Questi, per risolvere la grave situazione economica, propose la fondazione di una banca industriale.
In qualità di Presidente dell’Unione, diventò automaticamente Presidente dei Consigli Tecnici del Partito Nazionale Fascista in Fiume.
Il 27 dicembre 1924 divenne membro del Comitato esecutivo dell’Istituto Federale di credito per il Risorgimento delle tre Venezie.
Il Prefetto Vivorio, che lo aveva voluto come collaboratore per la ricostruzione economica e industriale, gli consigliò di iscriversi al Partito Nazionale Fascista, per rendere più semplici i contatti col Governo centrale di Roma. Così il 1º maggio 1924 accettò la tessera del Partito Fascista.
Alla fine di marzo del 1925 si cominciò a sentir parlare della possibilità che le linee navali trasversali dell’Alto Adriatico potessero essere tolte a Fiume per essere affidate a Venezia; le società che sarebbero state colpite maggiormente erano la «Costiera» e la «Adria». Il 14 giugno successivo, «La Vedetta d’Italia» ne pubblicò la notizia e il 15 il «Corriere Adriatico» pubblicò un articolo che commentava energicamente l’avvenimento.
La lotta in difesa dell’armamento marittimo della linea Fiume-Venezia condotta come presidente dell’Unione Commercio ed Industria, lo spinse ad energici atti di protesta contro il Governo, interpellanze al Parlamento di Deputati amici, articoli sul «Corriere Adriatico», giornale dell’Unione da lui dipendente, e pubbliche dichiarazioni nell’assemblea dei Commercianti ed Industriali.
Tutto fu vano, perché tutte le linee regolare dell’Adriatico affidata a Società fiumane furono cancellate.
Nel frattempo gli interventi di Meichsner in questi dibattiti non erano piaciuti ai vertici governativi, che iniziarono una sorta di “epurazione politica” dell’amministrazione fiumana. Così venne così dapprima sospeso dal Partito. La Federazione del Partito fascista di Fiume, esaminata nella seduta del 25 novembre 1925 la sua posizione, decretò la sua espulsione dall'Unione del Commercio e Industria. 
Inoltre, nel 1926, la Società Anonima Steinbrucher Bürgerliche Bierbrauerei di Budapest, che già all’annessione aveva sciolto il contratto con il Municipio di Fiume, decise di sciogliere, per ragioni politico-economiche e doganali, la società Fabbrica di Birra Litorale, e la Società Anonima Industriale e fondiaria di credito e di commercio “Lloyd”, nelle quali era cointeressato il Municipio di Fiume e delle quali Vittorio era Direttore gerente.
Rimase quindi senza risorse e, per trovare lavoro, fu costretto a lasciare Fiume.

### Napoli, Genova e il processo di epurazione
Nel 1926 lasciò per Fiume, trasferendosi con la moglie e i figli a Napoli. Qui assunse la Direzione amministrativa della Società Anonima Officine e Cantieri navali di Napoli della Miani e Silvestri di Milano e contemporaneamente fu Capo amministrativo della Società anonima Cantieri navali e Fabbrica macchine C. & T.T. Pattison. L'impiego era stato ottenuto grazie ai buoni uffici di Antonio Grossich che lo aveva messo in contatto con l'industriale milanese Silvestri.
Nel 1928 l'Ansaldo di Genova rilevò le industrie napoletane e nel 1934, a causa della crisi industriale, le mise in liquidazione.
Per un'ulteriore ingerenza del Partito Nazionale Fascista, durante la riorganizzazione industriale della compagnia, venne licenziato, ma grazie ad amicizie ottenne di passare alla Direzione Centrale dell'Ansaldo a Genova, dove tuttavia il P.N.F. non permise la sua assunzione quale dirigente e fu quindi assunto come contabile. Nel luglio 1935, venne confermato Capo amministrativo e assegnato al nuovo Stabilimento Artiglierie costruito dall'Ansaldo a Genova Fegino.
Nel 1938 gli venne tradotta la prima parte del cognome da Meichsner a Maineri, mentre il predicato Meichsenau rimase uguale; il suo nome divenne Vittorio Maineri de Meichsenau.
Nel maggio del 1941 la Direzione Centrale Ansaldo (Ispettorato) lo nominò Procuratore dell'Ansaldo con aumento di stipendio; gli era stato riservato lo studio della riforma amministrativa dell'Ansaldo.
Alla caduta del Governo fascista, il 25 luglio 1943 la Commissione operaia antifascista lo sospese dalle sue funzioni di Capoamministrativo dell'Artiglieria, come fascista antemarcia, avendo trovata segnata la sua anzianità fascista al 12 settembre 1919. Ma più tardi, il 1º ottobre 1943 il Meichsner volle trattare la sua pendenza direttamente con la Commissione, facendo non solo constare che la sua iscrizione era convenzionale in quanto attribuita alla sua qualifica di legionario fiumano, ma anche le persecuzioni subite dal P.N.F..
Ma dopo la liberazione della città di Genova, la Commissione del Comitato di Liberazione Nazionale per l'Ansaldo Centrale, ripetendo lo stesso errore in cui il 25 luglio 1943 era caduta la Commissione Ansaldo - Artiglieria, lo sospese dalle sue funzioni.
Nel processo di epurazione che si svolse dopo quattro mesi di sospensione, fu difeso e sostenuto dagli stessi operai dello Stabilimento Artiglierie, anche da quelli con tendenze comuniste, che formavano la Commissione interna dello Stabilimento.
Finita la guerra, fece richiesta e ottenne di tornare ad avere il proprio cognome originale e da Maineri de Meichsenau tornò a chiamarsi Meichsner de Meichsenau.